# 후티 & 더 블로피시
후티 & 더 블로피시(Hootie & the Blowfish)는 미국의 록 밴드이다.

## 디스코그래피
- Cracked Rear View
- Fairweather Johnson
- Musical Chairs
- Hootie & the Blowfish
- Looking for Lucky
- Imperfect Circle

## 같이 보기
- 가장 많은 음반을 판 음악가 목록